# Porrhothele
Porrhothele este un gen de păianjeni cu cinci specii descrise. Toate sunt endemice din Noua Zeelandă. Până în 1980 acest gen era inclus în familia Dipluridae.

## Specii
- Porrhothele antipodiana (Walckenaer, 1837);
- Porrhothele blanda Forster, 1968;
- Porrhothele moana Forster, 1968;
- Porrhothele modesta Forster, 1968;
- Porrhothele quadrigyna Forster, 1968.